# 6223 Dahl

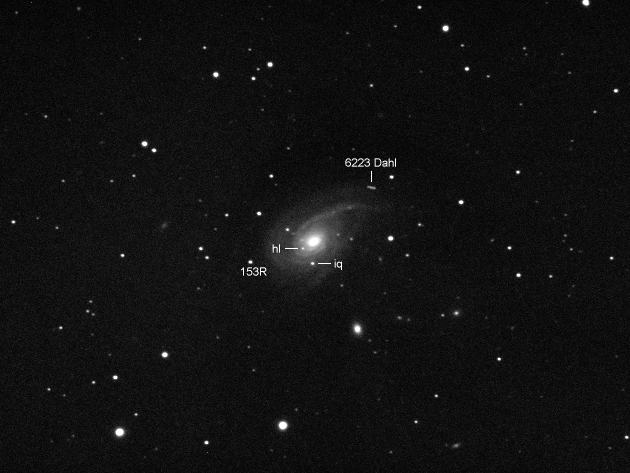
Track of asteroid và NGC 772 galaxy with two supernova

6223 Dahl là một tiểu hành tinh vành đai chính được khám phá ngày 3 tháng 9 năm 1980 bởi Antonín Mrkos ở Đài thiên văn Kleť ở České Budějovice, Cộng hòa Séc. Nó được đặt theo tên Roald Dahl.